# El día que me quieras (obra de teatro)
El día que me quieras es una obra teatral de José Ignacio Cabrujas que se estrenó en Venezuela en 1979. Desde entonces fue objeto de diversas puestas en escena y también sirvió de base al guion de la película homónima escrito por el director de la misma Sergio Dow en colaboración con Cabrujas y Olinto Taverna.

## Estreno
La pieza fue estrenada en el Teatro Alberto de Paz y Mateos, del Nuevo Grupo, el 26 de enero de 1979 dirigida e interpretada por Cabrujas en el rol de Pío Miranda. En su primer montaje se mantuvo en cartelera durante casi un año, y alcanzó cerca de 200 funciones.
En ella aparecen algunas canciones que interpretó Gardel en películas -Amores de estudiantes, Cuesta abajo, Sus ojos se cerraron, El día que me quieras y Rubias de New York todas compuestas por el dúo Gardel-Le Pera, así como el shimmy Tut-Ankh-Amón (1924), cuya letra es de Cancio Millán y la música de José Bohr, ambos uruguayos.
La pieza "El Día que me Quieras" ha cosechado también gran éxito internacional siendo aclamada por la crítica en Nueva York, en donde se han realizado dos montajes, uno en 1983 y otro en 1987; en Chile, donde estuvo año y medio en cartelera, así como en Brasil, España, México, Argentina, Puerto Rico, Santo Domingo y Perú.

## Reparto
- María Luisa Ancízar Gloria Mirós y Manuelita Zelwer
- Pío Miranda Fausto Verdial y José Ignacio Cabrujas
- Elvira Ancízar Amalia Pérez Díaz
- Matilde Tania Sarabia
- Plácido Ancízar Freddy Galavís
- Alfredo Le Pera Luis Ribas
- Carlos Gardel Jean Carlo SimancasHector Mayerston

## El autor
José Ignacio Cabrujas (1937-1995) ( Caracas, 17 de julio de 1937 -  Porlamar, Isla de Margarita, 21 de octubre de 1995) fue un destacado dramaturgo, director de teatro, actor, cronista, escritor de telenovelas, libretista de radionovelas, autor de guiones cinematográficos, moderador de programas de radio, humanista y diseñador de campañas políticas venezolano que es considerado como uno de los renovadores del género de la telenovela en Latinoamérica.

## Producción
- Realización del vestuario Costuarte Giuseppe Micucci

- Iluminación Carlos Rivodó

- Maquillaje Carmelo

- Director de Escena Diana Insausti

- Producción Elías Pérez Borjas, Productores Unidos

- Dirección José Ignacio Cabrujas
- Escenografía Carlos De Luca
- Vestuario Eva Ivanyi-Laura Otero, Productores Unidos

## Sinopsis
En 1935 en Caracas, en momentos en que tambalea el régimen dictatorial de Juan Vicente Gómez, la obra relata en su inicio los preparativos de María Luisa Ancízar para su partida con su novio Pío Miranda emigrando hacia Ucrania para vivir en un koljós. El segundo momento se refiere a los preparativos y comentarios de la familia sobre el concierto al que asistirán, dado por Carlos Gardel, que está en Caracas para promocionar su filme El día que me quieras.  

## Comentarios
Carmen Márquez Montes opinó que la obra hace 

”una crítica al modo superficial con el que se vivían ciertos postulados ideológicos que el propio autor compartía y sobre los que quiso reflexionar. Junto a esta cuestión, trata también el elemento popular a través de un hito del momento, Carlos Gardel...ambos elementos, el popular y el político, se mezclan y propician la crítica de Carbrujas hacia las fantasías de los personajes, los unos viven inmersos en las ensoñaciones que las películas y canciones de Gardel les proporcionan, mientras Pío Miranda y María Luisa solo están atentos a los dictados superficiales de un socialismo mal entendido.”